# Pimelea elongata
Pimelea elongata är en tibastväxtart som beskrevs av S. Threlfall. Pimelea elongata ingår i släktet Pimelea och familjen tibastväxter. Inga underarter finns listade i Catalogue of Life.